# Aleksiej Pierielot
Aleksiej Dmitrijewicz Pierielot (ros. Алексей Дмитриевич Перелёт, ur. 1 stycznia?/14 stycznia 1914 we wsi Worońki w guberni połtawskiej, zm. 11 maja 1953) – radziecki lotnik doświadczalny, major, Bohater Związku Radzieckiego (1954).

## Życiorys
Do 1930 skończył 6 klas szkoły, a w 1932 szkołę fabryczną w Charkowie, później pracował jako ślusarz w zakładzie remontu parowozów w Charkowie, w 1937 ukończył szkołę lotników w Bałaszowie i został lotnikiem-instruktorem. Od września 1939 służył w Armii Czerwonej, 1939-1941 był instruktorem w wojskowej szkole pilotów w Bałaszowie, a 1941-1943 w Omsku, jednocześnie 1942-1943 testował bombowce Tu-2. W październiku 1943 został lotnikiem doświadczalnym lotniczego Specjalnego Biura Konstruktorskiego im. Tupolewa, testował wiele modeli bombowców Tu, w 1950 otrzymał stopień majora. W 1953 zginął w wypadku spowodowanym przez pożar silnika.

## Odznaczenia i nagrody
- Złota Gwiazda Bohatera Związku Radzieckiego (pośmiertnie, 4 czerwca 1954)
- Order Lenina (dwukrotnie - 25 lipca 1949 i pośmiertnie 4 czerwca 1957)
- Order Czerwonego Sztandaru (trzykrotnie - 19 sierpnia 1944, 8 sierpnia 1947 i 31 lipca 1948)
- Order Czerwonej Gwiazdy (dwukrotnie - 23 listopada 1942 i pośmiertnie 21 sierpnia 1953)
- Nagroda Leninowska (pośmiertnie w 1957)

I medale.